# Saint-Médard-Nicourby
Saint-Médard-Nicourby is een gemeente in het Franse departement Lot (regio Occitanie) en telt 90 inwoners (2009). De plaats maakt deel uit van het arrondissement Figeac.

## Geografie
De oppervlakte van Saint-Médard-Nicourby bedraagt 7,8 km², de bevolkingsdichtheid is dus 903,8 inwoners per km².
De onderstaande kaart toont de ligging van Saint-Médard-Nicourby met de belangrijkste infrastructuur en aangrenzende gemeenten.

## Demografie
Onderstaande figuur toont het verloop van het inwonertal (bron: INSEE-tellingen).